# Lelystad Centrum
Lelystad Centrum – stacja kolejowa w Lelystad, w prowincji Flevoland, w Holandii. Znajduje się tu 1 peron. Stacja została otwarta w 1988.
Stacja znajduje się na wiadukcie i obecnie posiada dwa tory wzdłuż peronu wyspowego z dachem ze szkła. Architektem stacji jest Peter Kilsdonk, pracujący w NS. Planowana jest rozbudowa stacji o kolejny peron wyspowy, co zwiększy liczbę torów do 4 i przedłużenie linii Flevo w kierunku Zwolle.

## Pociągi
| Seria | Rodzaj pociągu | Trasa                                                                                 | Sprzęt     | Specjalności                                                                     |
| ----- | -------------- | ------------------------------------------------------------------------------------- | ---------- | -------------------------------------------------------------------------------- |
| 3900  | Intercity      | Lelystad Centrum – Almere Centrum – Amsterdam Centraal Station – Schiphol – Hoofddorp | DD-AR      | 2x na godzinę (nie w niedzielę)                                                  |
| 4300  | Stoptrein      | Lelystad Centrum – Almere Centrum – Weesp – Amsterdam Zuid – Schiphol – Hoofddorp     | DD-AR      | 2x na godzinę                                                                    |
| 4600  | Stoptrein      | Lelystad Centrum – Almere Oostvaarders – Almere Centrum – Weesp – Amsterdam Centraal  | DD-AR      | 2x na godzinę (tylko w niedzielę)                                                |
| 4900  | Intercity      | Lelystad Centrum – Almere Centrum – Hilversum – Utrecht Centraal                      | DD-AR      | 3x w godzinach porannych w kierunku Utrecht.                                     |
| 14300 | Intercity      | Lelystad Centrum – Almere Centrum – Duivendrecht – Amsterdam Zuid – Schiphol          | VIRM/DDM-1 | 2x w godzinach porannych w kierunku Schiphol, 2 x wieczorem w kierunku Lelystad. |